# Kyrkomusikernas riksförbund
Kyrkomusikernas Riksförbund (KMR) är en i Sverige verksam intresseorganisation, med vissa uppgifter som eljest brukar hänföras rena arbetstagarorganisationer.
| ” | Kyrkomusikernas Riksförbund (KMR) är en sammanslutning av kyrkomusiker och övriga som gemensamt vill verka för kyrkomusikens främjande. Förbundets ändamål är att tillvarata medlemmarnas intressen i anslutning till utbildning och anställning, att utveckla samarbetet och stärka gemenskapen mellan medlemmarna samt att främja medlemmarnas kyrkomusikaliska kompetens. | „ |

Anställda kyrkomusiker i Sverige har egentligen Sveriges Lärare som sitt fackförbund men är samtidigt dubbelanslutna till KMR, som mer har karaktären av ett yrkesförening och intresseorganisation, som dock ombesörjer många fackliga sysslor, såsom löneförhandling och arbetsplatsskyddsombud, för kyrkomusikerkåren.
KMR grundades som Sveriges Allmänna Organist- och Kantorsförening (SAOK) den 21 augusti 1901. SAOK anslöt sig 1940 till Tjänstemännens centralorganisation (TCO). Sedan 1955 har förbundet haft det nuvarande namnet. Efter (som en följd av TCO:s strävan efter större enheter) diskussioner med olika lärarorganisationer sedan 1950-talet, SAOK samarbete folkskollärarförbundet SFF. Efter att SFF 1963 förenat sig med andra lärarförbund till Sveriges Lärarförbund (SL), blev det kyrkomusikernas formella fackförbund 1967; genom förnyat avtal med SL:s efterföljare Lärarförbundet bibehölls alltjämt samarbetet. 
Vid årsskiftet 2022/23 gick Lärarförbundet ihop med Lärarnas Riksförbund. Den nya organisationen heter Sveriges Lärare och ingår i Sveriges Akademikers Centralorganisation (SACO). KMR:s dubbelanslutningsavtal gäller numera med Sveriges Lärare.   
Antalet medlemmar uppgick den 31 december 2006 till 3 399 stycken, varav 2 016 hade anställning som kyrkomusiker.
Förbundets medlemstidning heter Kyrkomusikernas Tidning, KMT, vilken utkommer med tolv nummer om året.

## Kyrkomusikernas tidning (KMT)
Förbundets första tidning utkom hösten 1935 och fick namnet Kyrkomusikernas tidning.
Redaktörer
- 1935–1945 Nils Gustaf Zettergren[4]
- 1946 Rolf Forssman[4]
- 1946–1962 Sten Carlsson[4]
- 1963–1976 Wilhelm Fahl
- 1976–1984 Jan Roström
- 1984–1986 Benkt Lundgren
- 1986–1996 Stellan Sagvik
- 1997 Kajsa Hallhagen
- 1997–1998 Eva Bard
- 1998–1999 Johan Norrback
- 1999–2003 Carl-Johan Wilson
- 2008–2015 Henrik Tobin
- 2016–2017 Kerstin Odeberg
- 2017–2018 Bo Silfverberg
- 2019–2021 Lars Bergström
- 2021– Karin Wall Källming

## Styrelsen

### Ordförande
- 1902–1921 Claes Rendahl
- 1922–1925 Fredrik Janson
- 1926–1934 Svante Sjöberg
- 1935 Cyrus Granér
- 1936–1952 David Åhlén
- 1953–1956 Carl Ljungdahl
- 1957–1968 Alvar Johnsson
- 1969–1970 Natanael Olofsson
- 1971-1974 Albert Sjögren
- 1975–1976 Wilhelm Fahl
- 1977–1984 Lennart Stripple
- 1984–2001 Bo Svensson
- 2008–2019 Ingela Sjögren
- 2019–2022 Nils-Gunnar Karlson

### Vice ordförande
- 1902–1919 Nils Wilhelm Törnell
- 1920 Johan Alfred Bergquist
- 1921 Fredrik Jansson
- 1922–1927 Amandus Svensson
- 1928–1935 Cyrus Granér
- 1936–1937 Olof Söderlund
- 1938–1947 Nils Gustaf Zettergren
- 1947–1961 Ernfrid Bjuring
- 1962–1968 Natanael Olofsson
- 1969–1972 Hagbert Meuller
- 1973–1974 Stig Sandahl
- 1975–1976 Lennart Stripple
- 1977–1984 Stig Sandahl
- 1985–1997 Lars Angerdal
- 1997–1999 Zaid Bjurek
- 1999–2001 Ursula Grönlund
- 2002–2020
- 2020–2022 Kerstin Odeberg

### Sekreterare
- 1902–1925 Assar O. Assar
- 1926–1934 Carl Brodin
- 1935 David Åhlén
- 1936–1937 Herman Ahrén
- 1938–1956 Ernst Andrén
- 1957–1973 Hagbert Meuller
- 1973–1977 Mats Herlin
- 1977–1985 Bent-Olov Nork
- 1985–1995 Sten Henriksson
- 1995–2010 Karl Göran Ehntorp
- 2010–2019 Henrik Tobin
- 2022 Ann-Margreth Nyberg

## Referensförteckning